# Гостиладор
Гостиладор, Гостила-Дор — река в России, протекает в Прилузском районе Республики Коми. Устье реки находится в 170 км по правому берегу реки Летка. Длина реки составляет 18 км.
Исток реки на Северных Увалах в 20 км к северу от села Летка. Рядом с истоком Гостиладора находится исток реки Сокся, здесь проходит водораздел между бассейнами Волги и Северной Двины. Река течёт на юг, верхнее течение проходит по ненаселённому лесу, в нижнем течении на правом берегу стоят деревни Гостиногорка и Поромшор. Приток — Седель (левый). Река впадает в Летку юго-восточнее деревни Поромшор.

## Данные водного реестра
По данным государственного водного реестра России относится к Камскому бассейновому округу, водохозяйственный участок реки — Вятка от истока до города Киров, без реки Чепца, речной подбассейн реки — Вятка. Речной бассейн реки — Кама.
Код объекта в государственном водном реестре — 10010300212111100031655.